# Gurdwara Bangla Sahib

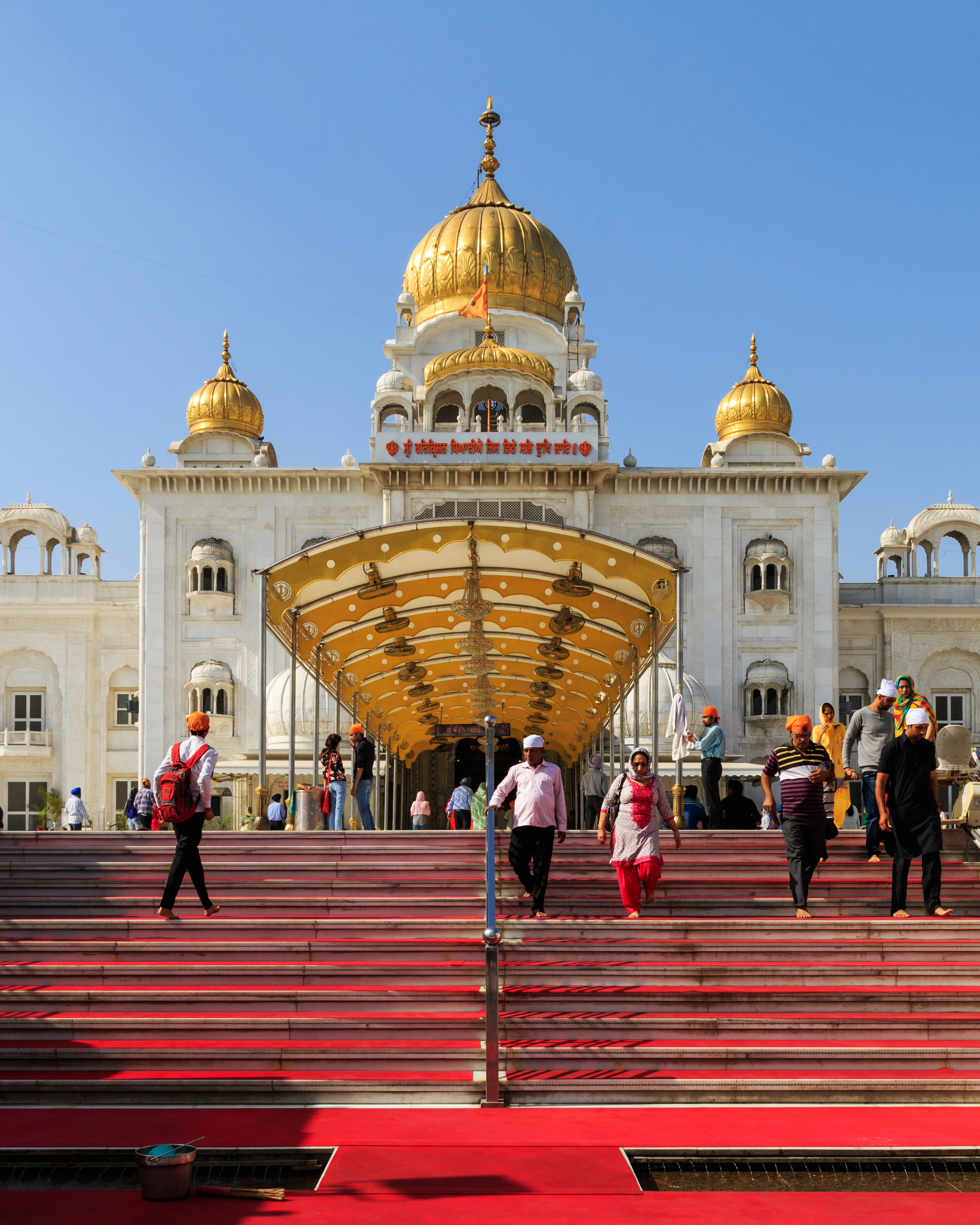
Temple Gurdwara Bangla Sahib.

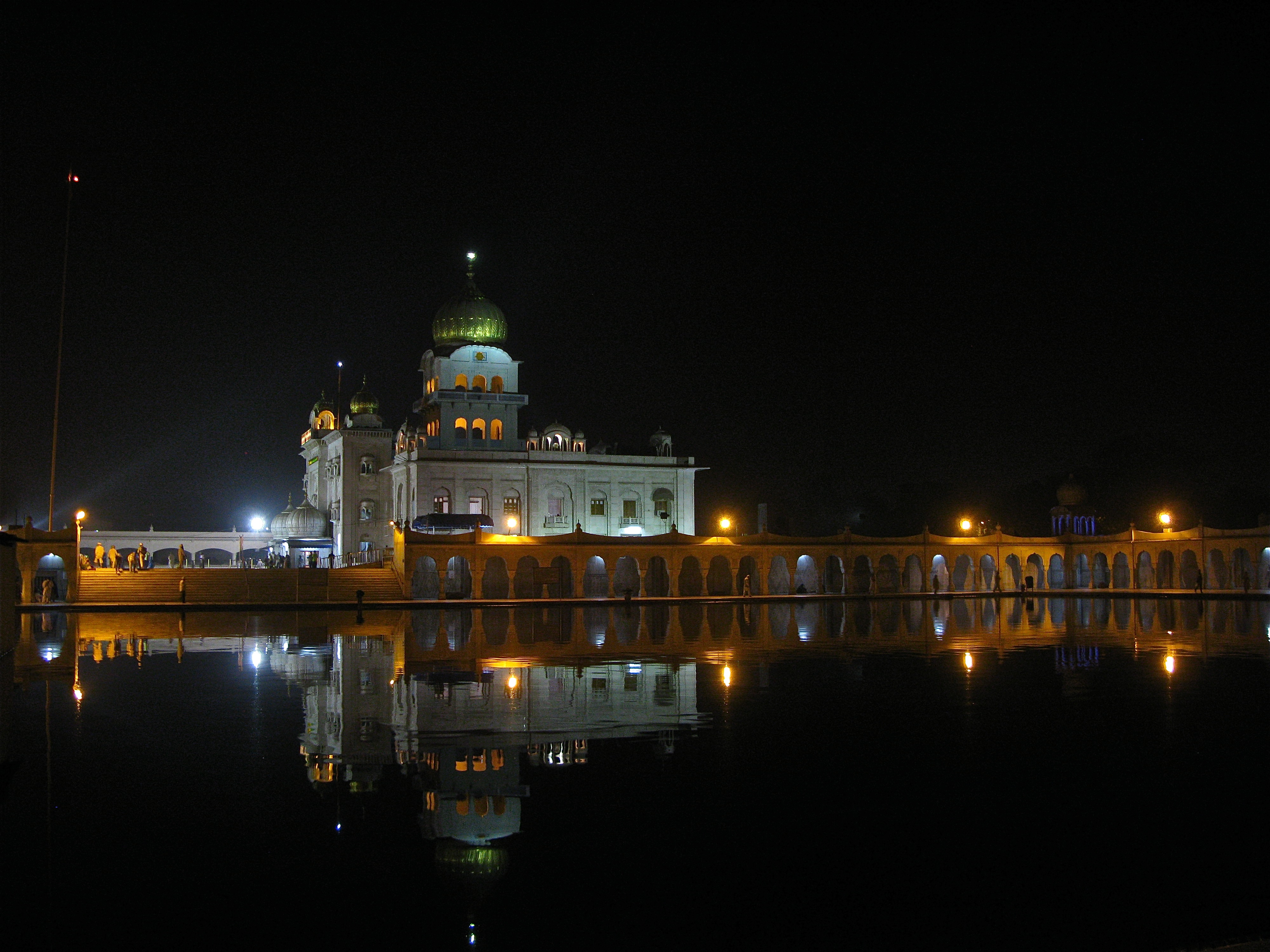
Vista nocturna de la Gurdwara Bangla Sahib.

La Gurdwara Bangla Sahib (en hindi: गुरुद्वारा बंगला साहिब) és el principal temple sikh de la ciutat de Delhi (en l'Índia). Situat molt prop de la cèntrica Connaught Place, la seva estructura es reconeix immediatament per la seva peculiar cúpula daurada.
La Gurdwara Bangla Sahib va ser originàriament un palau, conegut com a Jaisinghpura, edifici propietat del Raja Jai Singh, governant de l'Índia del segle XVII. El vuitè Guru sikh, el Guru Har Krishan, va residir en ella durant la seva estada a Delhi en 1664.
En aquesta època, una epidèmia de còlera va assolar la ciutat. El Guru va ajudar els afectats oferint ajuda i aigua fresca procedent del pou de la casa. L'aigua d'aquest pou és ara considerada com curativa. Sikhs de tot el Món venen al temple per recollir l'aigua miraculosa i portar-la fins a les seves llars. La gurdwara ha esdevingut un centre de pelegrinatge no només pels sikhs, sinó també pels hinduistes.
El complex inclou un temple, cuina, un estany, una escola, i una galeria d'art. El temple està construït en marbre, inclòs el sòl. La zona que envolta l'estany té un paviment realitzat en colors vius i amb dibuixos geomètrics. L'estany està envoltat per una sèrie de columnes que formen una espècie de claustre.